# 少女神域∽少女天獄 -The Garden of Fifth Zoa-
『少女神域∽少女天獄 -The Garden of Fifth Zoa-』（しょうじょしんいき しょうじょてんごく）は2013年4月26日にLassより発売された18禁恋愛アドベンチャーゲームである。キャッチコピーは「物語は、幸福な結末だけじゃない」。

## 解説
タイトルである『少女神域∽少女天獄』には「清らかな場所と悪しき場所は違うように見えて同じ」という意味が込められている。「神域」は清らかな場所という意味である。「天獄」は「天国」の国を獄に替え、悪しき土地という意味で用いている。「∽」は数学で使う記号で、互いに似ているという意味がある。これらをまとめると上記の意味になる。
キャッチコピーにもある通り、本作はヒロインと幸せになって終わるような物語にはなっていない。『3days 〜満ちてゆく刻の彼方で〜』や『11eyes -罪と罰と贖いの少女-』のように戦闘シーンがあり、それらの作品以上に人間ドラマや世界観の濃密さを強く演出している。本作は獅子雰麓が得意とするジャンルである、和風な世界観となっている。
本作では前作までの制作陣を一新したため、製作に苦労したという。若いクリエイターである早川ハルイや獅子雰麓を起用したことにより、感性の違いなどから古参のスタッフと意見が食い違うことがあった。また、新規のスタッフのほとんどが美少女ゲームを一から作るのは初めてだったため、これまでのタイトルよりも製作に時間がかかっている。

## ストーリー
（出典：）
巨大な石壁に囲まれた地方都市・佳城市（かいじょうし）が舞台。主人公・稜祁 恂（たかぎ しゅん）は隣町の大学に通う学生である。佳城市で20年に一度行われる祭・星鴻祭（せいこうさい）に参加するために、恂は実家に帰ってきた。恂の家は、祭で舞う巫女のために、部屋を用意する習わしがある。そのため、巫女に選ばれた4人の幼なじみたちと一つ屋根の下で恂は暮らし始める。久しぶりに会った幼なじみたちと暮らし、恂は彼女たちと仲を深めていく。
あるとき、巫女の祭事服と狐の仮面を身に付けた女性に恂は命を狙われる。祭事服は4着しか存在しておらず、全てを幼なじみたちが所有している。犯人を巡って恂たちは疑心暗鬼になる。不穏な空気に包まれたまま、星鴻祭は進行していく。

## 登場人物

### メインキャラクター
稜祁 恂（たかぎ しゅん）
本作の主人公。佳城市の隣町にある十津川大学に通っている。子供のころに両親を失っており、現在は唯一の肉親である稜祁 祥那（たかぎ さな）と、育ての親である広原 菩乃花（ひろはら ほのか）と暮らしている。穏やかな性格だが、強い意志力と行動力を持っている。
澳城 迪希（おくしろ ゆき）
声 - 桃山いおん
恂の幼なじみ。恂と同じく十津川大学に通っている。世話好きな性格で、恂の面倒を何かと見てくれる。澳城家の一人娘であり、家の名に恥じないように幼いころから努力をし続けてきた。そのため文武両道であり、古流剣術も扱うことができる。
壟峯 碧織（つかみね みおり）
声 - 夏野こおり
恂の幼なじみ。壟峯家の一人娘である。幼いころは活動的で、恂と何度も喧嘩をしては仲直りをしてきた。成長して互いに思春期を迎えると、気恥ずかしさから疎遠になってしまった。祭事のために一緒に暮らし始めた恂に対して、笑顔を見せず他人行儀に振る舞う。
道陵 愛莉（みちおか あいり）
声 - 水無月かなで
恂の妹・祥那の親友。佳城市の名家・道陵家の少女である。生まれつき体が弱く、外出するときは日傘が手放せない。病弱な体を心配し、元気づけてくれる恂を慕っている。
稜祁 祥那（たかぎ さな）
声 - 雪都さお梨
恂の実妹。対人恐怖症だが、心を開いた人に対しては笑顔を見せる。両親と死別した悲しみから、他人に悲しみを負わせないためには自己犠牲も問わない性格になった。唯一の肉親である兄に対して、兄弟以上の愛情を抱いている。

### サブキャラクター
広原 菩乃花（ひろはら ほのか）
声 - 田中理々
世界中を旅する文化人類学者かつトレジャーハンター。恂と祥那の母親とは親友であったため、両親と死別した彼らを引き取って育て上げた。型破りな性格で、幅広い知識を持つ。
綱坂 葵（つなさか あおい）
声 - 金松由花
迪希の親友。幼いころに両親を亡くしたため、澳城家に引き取られた。妹がいるが、現在は病気で入院中である。過去にいじめを受けていたが、恂によって助けられた。そのため彼に惚れているが、親友の迪希に遠慮して想いを打ち明けられずにいる。

## 用語
佳城市（かいじょうし）
巨大な石壁に囲まれた都市。山と海に挟まれた地方都市であり、明治・大正時代からの建物が数多く残っている。石壁によって近隣の街との争いや山賊の襲撃を防いできた。
澳城家（おくしろけ）
佳城市で一番力を持つ名家。政財界とも関わりがある。現当主は革新派で、佳城市の都市化を計画し、改革を進めている。そのため、保守派の壟峯家と対立している。
壟峯家（つかみねけ）
佳城市の林業・工芸・運輸業を仕切る名家。古き因習を頑なに守っており、改革を進めようとしている澳城家や道陵家との間で軋轢が生じている。武勇誉れ高い渡辺綱を先祖に持つ。
道陵家（みちおかけ）
佳城市の教育を仕切る名家。祭事に関する知識が豊富で、殺生石や呪術に関して、他の家を遥かに凌駕する知識を持っている。街の開発を進める澳城家に対して協力をしている。
稜祁家（たかぎけ）
かつては佳城市で最も影響力がある名家だったが、今では没落してしまっている。佳城市に災いを呼びこむような大失態を過去に犯している。
星鴻祭（せいこうさい）
20年に一度行われる祭。由緒正しい祭であり、その起源は1000年以上前まで遡る。

## 主題歌
オープニングテーマ「キミ∽ツナグ」
作詞 - tama’69 / 作曲 - 西隆彰 / 編曲 - 尾澤拓実 / 歌 - marina
エンディングテーマ「永久より永遠に」
作詞 - Urachisa / 作曲 - 森本貴大 / 編曲 - noise pollution / 歌 - marina
グランドエンディングテーマ「punitive justice ～千年の錯綜～」
作詞・歌 - 彩音 / 作曲・編曲 - 姉川史

## 関連商品
少女神域∽少女天獄 オリジナルサウンドトラック
本作のサウンドトラック。コミックマーケット84やGetchu.comでのみ発売された。
少女神域∽少女天獄 ビジュアルファンブック
本作のビジュアルファンブック。コミックマーケット84やGetchu.comでのみ発売された。